# 16505 Sulzer
16505 Sulzer este un asteroid din centura principală de asteroizi.

## Descriere
16505 Sulzer este un asteroid din centura principală de asteroizi. A fost descoperit pe 12 octombrie 1990 la Tautenburg de Freimut Börngen și Lutz Dieter Schmadel. Asteroidul prezintă o orbită caracterizată de o semiaxă mare de 2,99 ua, o excentricitate de 0,08 și o înclinație de 10,7° în raport cu ecliptica.